# Karl Haushofer

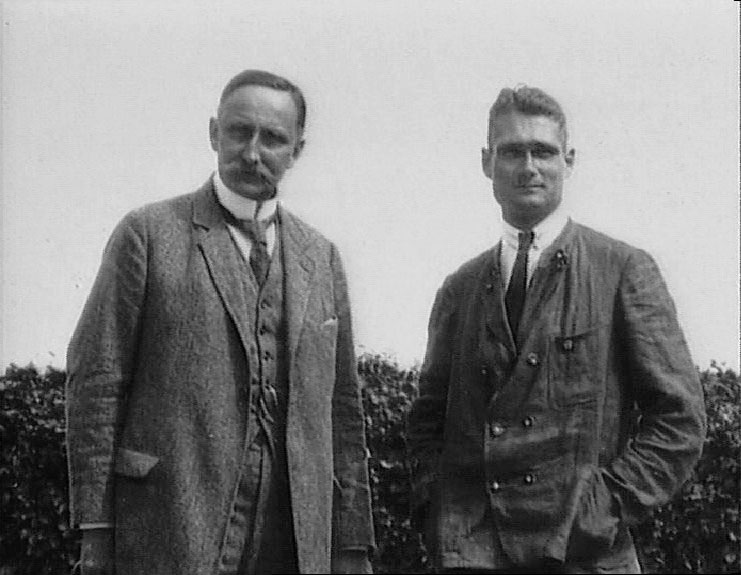
Karl Haushofer a Rudolf Hess

Karl Ernst Haushofer (27. srpna 1869, Mnichov – 10. března 1946, Pähl, Bavorsko) byl německý geograf a geopolitik. Za 1. světové války dosáhl hodnosti generála německé armády. Navazoval na politicko-geografické teorie Friedricha Ratzela a Rudolfa Kjelléna. Působil jako profesor geografie na univerzitě v Mnichově, k jeho žákům patřil i Rudolf Hess. V roce 1924 založil první geopolitický časopis Zeitschrift für Geopolitik. Po válce byl proto vyslýchán, obviněn u mezinárodního tribunálu však nebyl. V roce 1946 spáchal sebevraždu.
Ve svých geopolitických dílech se zaměřil zejména na koncept životního prostoru, problematiku hranic, teorii panregionů a autarkie. Ve své Weltpolitik von Heute (Současná světová politika) označil versaillské uspořádání za zeměpisný omyl a požadoval vytvoření Říše, která by spojila všechna území, kde žijí Němci. Kromě východní Evropy se to týkalo také jihu Dánska a části Nizozemí.
Haushoferovy politické koncepty se v podstatě shodují s nacistickou teritoriální expanzí. Nacistické Německo si v nich logicky našlo svou inspiraci i „vědecké“ ospravedlnění své agresivní zahraniční politiky. Haushofer se svými stoupenci např. podporoval Pakt Ribbentrop–Molotov i Osu Berlín–Řím–Tokio. Během války však upadl v nemilost a byl poslán do koncentračního tábora Dachau. Za hlavního hybatele mezinárodní politiky považoval zeměpisné skutečnosti, zatímco nacisté odvozovali skutečnost z rasové teorie. O nejednoznačném vztahu k nacismu svědčí i skutečnost, že jeho manželka měla židovské předky a jeho syn byl zavražděn příslušníky SS.

## Dílo
- English Translation and Analysis of Major General Karl Ernst Haushofer's Geopolitics of the Pacific Ocean: Studies on the Relationship between Geography and History ISBN 0-7734-7122-7
- Das Japanische Reich in seiner geographischen Entwicklung (L.W. Seidel & sohn, 1921 Vídeň)
- Geopolitik des Pazifischen Ozeans. (1925)
- Bausteine zur Geopolitik. (1928)
- Weltpolitik von heute. (Zeitgeschichte-Verlag Wilhelm Undermann, 1934)
- Napoleon I., Lübeck : Coleman, 1935
- Kitchener, Lübeck : Coleman, 1935
- Foch, Lübeck : Coleman, 1935
- Weltmeere und Weltmächte, Berlín : Zeitgeschichte Verlag, 1937
- Deutsche Kulturpolitik im indopazifischen Raum, Hamburk : Hoffmann u. Campe, 1939
- Grenzen in ihrer geographischen und politischen Bedeutung, Heidelberg ; Berlín ; Magdeburg : Vowinckel, 1939
- Geopolitische Grundlagen, Verleger Berlín ; Vídeň : Industrieverl. Spaeth & Linde, 1939.
- Wehr-Geopolitik : Geogr. Grundlagen e. Wehrkunde, Berlín : Junker u. Dünnhaupt, 1941
- Japan baut sein Reich, Berlín : Zeitgeschichte-Verlag Wilhelm Undermann, 1941
- Das Werden des deutschen Volkes : Von d. Vielfalt d. Stämme zur Einheit d. Nation, Berlín : Propyläen-Verl., 1941
- Der Kontinentalblock : Mitteleuropa, Eurasien, Japan, Berlín : Eher, 1941
- Das Reich : Großdeutsches Werder im Abendland, Berlín : Habel, 1943